# Great Wheel of London

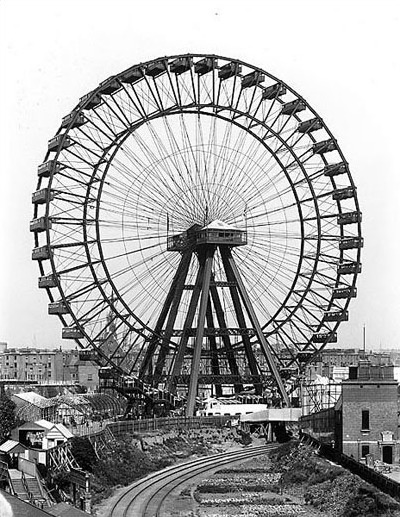
La Great Wheel nei primi del '900

La Great Wheel Of London era una gigantesca ruota panoramica situata a Earls Court, Londra, Nel Regno Unito.

## Realizzazione
La costruzione è iniziata nel marzo 1894, con i costruttori Maudslay, Sons and Field a Greenwich ed è stata aperta al pubblico il 17 luglio 1895.

## Modello
È stata creata sul modello dell'originale Ferris Wheel realizzata nel 1893 per l'esposizione colombiana internazionale a Chicago, negli Stati Uniti.

## Dimensioni
La ruota panoramica era alta 94 metri (308 piedi), e misurava 82,3 metri (270 piedi) di diametro.

## Capienza
La ruota era costituita da 40 macchine, ognuna dalla capacità di 40 persone. Dalla creazione alla demolizione ha trasportato oltre 2,5 milioni di passeggeri.

## Utilizzo
È stata creata per l'esposizione dell'Impero dell'India e per l'esposizione dell'Impero Austro-Ungarico.

## Storia
È stata utilizzata ufficialmente dal 1905, anche se aperta ufficiosamente dal 1895, fino al 1906, anno della sua demolizione.

## Demolizione
La ruota è stata chiusa, e successivamente demolita, dopo un guasto che intrappolò 74 persone per quattro ore e mezza.

## La nuova ruota di Londra
Dopo circa 100 anni dalla creazione e dalla successiva distruzione di questa ruota panoramica, è stata realizzata a Londra una nuova ruota panoramica, il London Eye.